# 王宁 (女主持人)
王宁（1980年8月25日—），中国中央电视台女主持人、记者，北京广播学院播音与主持艺术学院本科毕业後攻讀中国人民大学金融硕士。2003年-2008年间在中央人民广播电台中国之声、经济之声、都市之声（现经典音乐广播）先后担任主持人，2009年起担任河北卫视的主持人。2011年央视主持人大赛后加入央视新闻频道，现时主持《面对面》《新闻1+1》《24小时》、《东方时空》。